# ウラナミシロチョウ
ウラナミシロチョウ（裏波白蝶・学名Catopsilia pyranthe）は、シロチョウ科に属するチョウの一種。

## 概説
近縁種ウスキシロチョウに似る。翅裏に薄くさざなみ模様がある点で区別可能。翅は全体的に薄い黄色で、前翅表の外縁に薄く黒い縁取り、中央にこれまた薄い黒点を持つ。キチョウが色あせて大きくなったようなチョウ。
山麓や疎林よりも、人家周辺の荒地などに多い。

## 生態
暖地性のチョウ。越冬態は不定で、成虫は通年出現する。食草は主にマメ科の植物で、ナンバンサイカチ属（ナンバンサイカチ、コチョウセンナなど）、センナ属（ハブソウなど）、タヌキマメ属、ハマセンナ、シロゴチョウなど。

## 分布
南アジア、東南アジア、オーストラリアの一部に分布する。日本では石垣島、宮古島および西表島に生息する。

## 画像

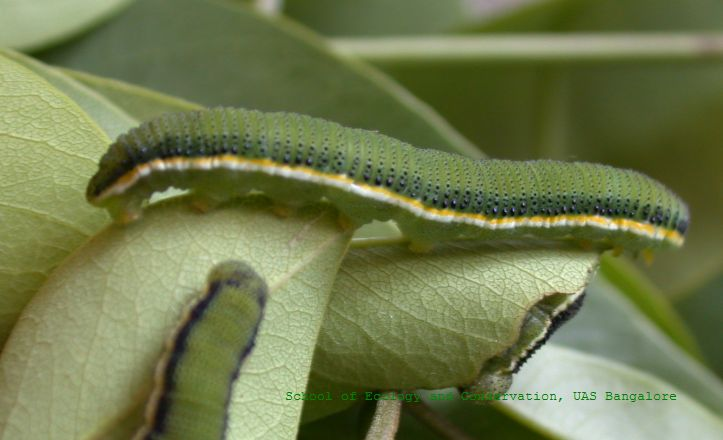
幼虫
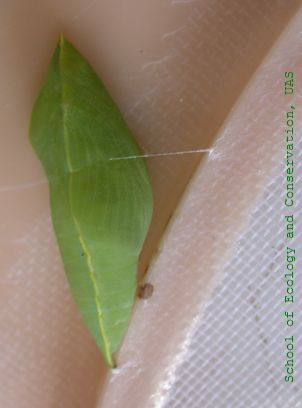
蛹
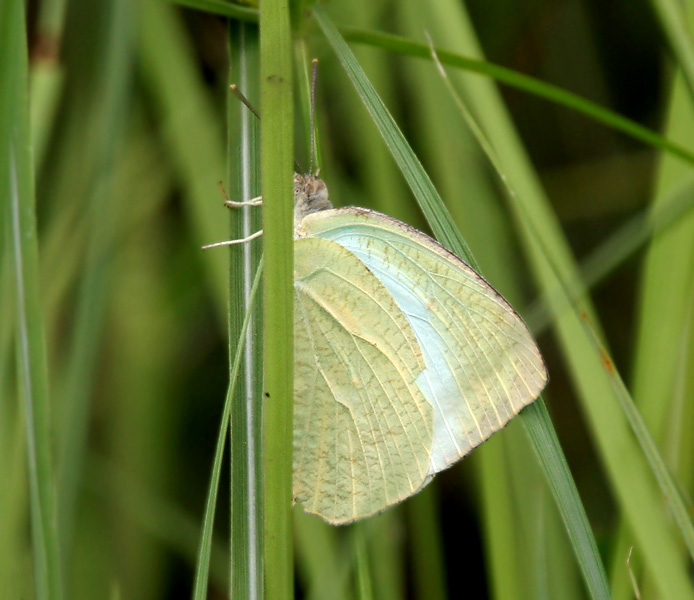
成虫